# Sanday Airport
Sanday Airport är en flygplats i Storbritannien.   Den ligger i kommunen Orkneyöarna och riksdelen Skottland, i den norra delen av landet, 900 km norr om huvudstaden London. Sanday Airport ligger 15 meter över havet. Den ligger på ön Sanday.
Terrängen runt Sanday Airport är platt.  Trakten runt Sanday Airport består i huvudsak av gräsmarker.